# Cutting (Moselle)

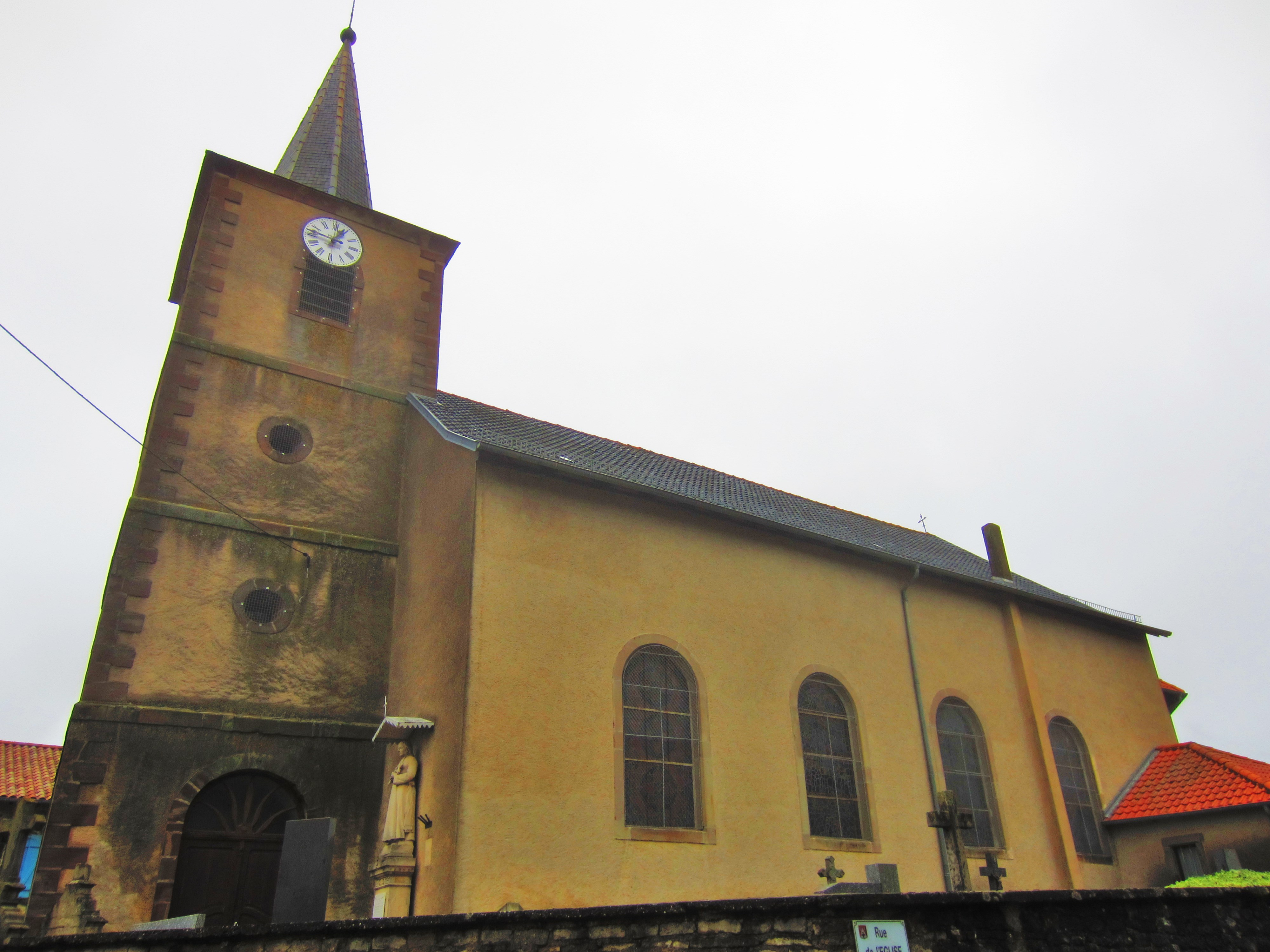
Kirche St. Martin

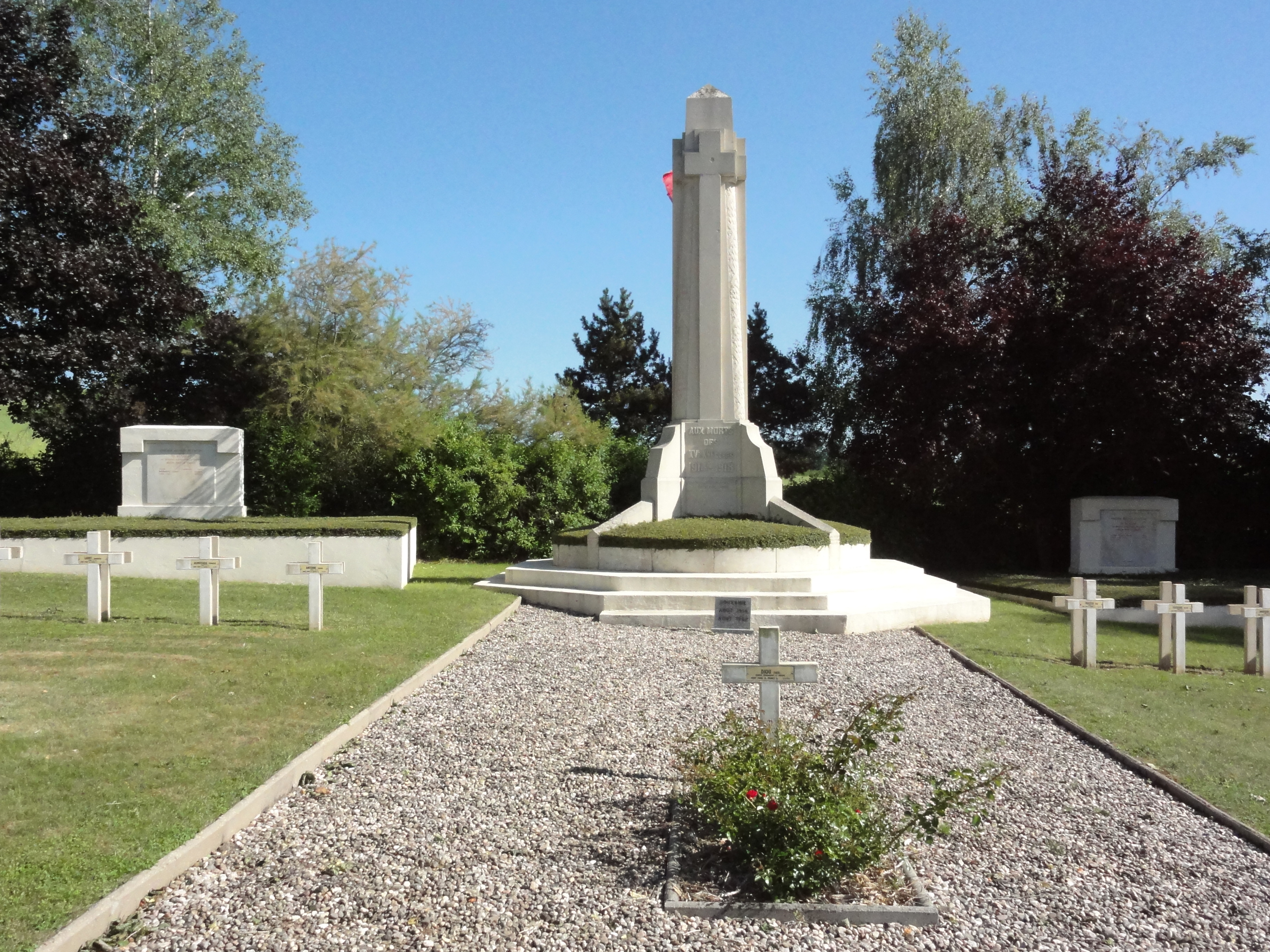
Soldatenfriedhof

Cutting (deutsch Kuttingen) ist eine französische Gemeinde mit 101 Einwohnern (Stand 1. Januar 2022) im Département Moselle in der Region Grand Est (bis 2015 Lothringen). Sie gehört zum Arrondissement Sarrebourg-Château-Salins, zum Kanton Le Saulnois und zum Kommunalverband Saulnois.

## Geographie
Cutting liegt in Lothringen im Saulnois (Salzgau) am Salinenkanal, 72 Kilometer nordwestlich von Straßburg, 56 Kilometer südöstlich von Metz und neun Kilometer nordöstlich von Dieuze sowie 50 Kilometer nordöstlich von Nancy und 20 Kilometer nordwestlich von Sarrebourg (Saarburg) zwischen den Nachbargemeinden Domnom-lès-Dieuze (Dommenheim) im Nordwesten, Lostroff (Losdorf) im Nordosten und Rorbach-lès-Dieuze (Rohrbach) im Süden, auf einer Höhe zwischen 213 und 256 Metern über dem Meeresspiegel. Das Gemeindegebiet umfasst 5,62 km² (562 Hektar). Der Weiler L’Espérance („Die Hoffnung“) liegt südlich des Ortskerns an der Kreuzung der Départementsstraßen D27 und D38.

## Geschichte
Die Ortschaft gehörte früher zum Herzogtum Lothringen. Der Ort wurde 1328 als Villa de Kuctinga in einem Vertrag im Kopialbuch des Stifts von Fénétrange (Finstingen) erstmals urkundlich erwähnt, 1476 kam es als Kuttanges vor. Der Ortsname setzt sich aus dem germanischen Namen Goddo und der Ortsnamensendung -ingen zusammen. Die Ortschaft gehörte bis 1698 zur Kastellanei von Marimont-lès-Bénestroff (Morsberg), die eine Bailliage des Herzogtums Lothringen war. 1327 war das Dorf Hauptort einer fünf Ortschaften umfassenden Bürgermeisterei (Mairie), die 1618, außer Cutting, Domnon-lès-Dieuze, Bassing (Bessingen) und Loudrefing (Lauterfingen) umfasste und Verwaltungseinheit der Baronie Biedesdorf war. 1633 litt der Ort sehr durch Pest und Einquartierung.
Die Ortschaft zählte zu dem restlichen Teil des lothringischen Gebiets des Heiligen Römischen Reichs, der zuvor noch nicht von Frankreich besetzt und annektiert worden war und 1766 im Zusammenhang mit dem Frieden von Wien (1738) nun ebenfalls Frankreich einverleibt wurde.
1793 erhielt Cutting im Zuge der Französischen Revolution (1789–1799) den Status einer Gemeinde und 1801 als Kutting das Recht auf kommunale Selbstverwaltung. Es gehörte von 1801 bis 1871 zum früheren Département Meurthe, das 1871 in Département Meurthe-et-Moselle umbenannt wurde.
Durch den Frankfurter Frieden vom 10. Mai 1871 kam die Region an das deutsche Reichsland Elsaß-Lothringen, und das Dorf wurde dem Kreis Château-Salins im Bezirk Lothringen zugeordnet. Die Dorfbewohner betrieben Getreide-, Obst- und Weinbau.
Nach dem Ersten Weltkrieg musste die Region aufgrund der Bestimmungen des Versailler Vertrags 1919 an Frankreich abgetreten werden und wurde Teil des Département Moselle. Im Zweiten Weltkrieg war die Region von der deutschen Wehrmacht besetzt.

### Bevölkerungsentwicklung
| Jahr      | 1962 | 1968 | 1975 | 1982 | 1990 | 1999 | 2007 | 2019 |
| --------- | ---- | ---- | ---- | ---- | ---- | ---- | ---- | ---- |
| Einwohner | 171  | 206  | 184  | 165  | 155  | 147  | 132  | 116  |

## Wappen
Das Wappen der Gemeinde ist silbern mit einem roten Mantel (chape ist das Gegenteil einer heraldischen Spitze). In der Mitte befindet sich ein schwarzes Tatzenkreuz, in den oberen Ecken sind zwei silberne Alérions (gestümmelte Adler). Das Kreuz erinnert an den Deutschen Orden, dem die Pfarrei von Cutting unterstellt war. Die Alérions erinnern an das Herzogtum Lothringen und der Mantel ist das Attribut des Schutzpatrons Martin von Tours.

## Persönlichkeiten
- Jean-Martin Moyë (* am 27. Januar 1730 in Cutting, † am 4. Mai 1793 in Trier), Missionar in China, Gründer des Ordens der Sœurs de la Providence

## Sehenswürdigkeiten
- Kirche  St. Martin
- französischer Soldatenfriedhof